# Clyde Lovellette
Clyde Lovellette (né le 7 septembre 1929 à Petersburg (Indiana) et mort le 9 mars 2016 à North Manchester (Indiana)) est un ancien joueur professionnel de basket-ball ; le premier joueur de l'histoire à être champion NCAA, olympique et NBA. Son équipe au lycée fut à un match de gagner le titre de champion de l'État.

## Biographie
Lovellette révolutionna le poste de pivot. Il fut à deux reprises All-State performer au lycée Garfield à Terre Haute, Indiana, ce pivot de 2,08 mètre mena les Jayhawks de l'université du Kansas au titre de champion NCAA 1952, obtenant le trophée de MOP, meilleur joueur du tournoi NCAA, avec un total de 141 points, ce qui constitua un record. Nommé All-America à trois reprises avec Kansas, Clyde fut le meilleur marqueur de la « Big Seven » lors de ces trois saisons. Jouant sous les ordres de l'entraîneur Basketball Hall of Fame Forrest « Phog » Allen, Lovellette fut le meilleur marqueur du pays en 1952 avec 28,4 points par match et fut nommé College Player of the Year. Lovellette joua aussi aux côtés de Dean Smith à Kansas. Il est toujours le seul joueur à avoir été meilleur marqueur et à remporter le titre de champion NCAA la même saison. La domination de Lovellette dans la raquette lui permit de glaner une place dans l'équipe américaine lors Jeux olympiques 1952 médaillée d'or à Helsinki, étant alors le joueur dominateur et meilleur marqueur de l'équipe.
Il est connu pour avoir porté le numéro 89 qui est l'emblème des pillaveurs.
Au niveau professionnel, Clyde devint le premier intérieur à jouer en dehors de la raquette et à utiliser le tir à une main, ce qui lui permit d'élargir son répertoire offensif. Cette tactique lui permettait de jouer indifféremment sur les postes d'ailier, d'ailier-fort et de pivot, obligeant ses adversaires à jouer hors de leur position. En 704 matchs NBA avec les Lakers de Minneapolis, les Royals de Cincinnati, les Hawks de Saint-Louis et les Celtics de Boston, Lovellette inscrivit 11 947 points (17,0 points par match) et capta 6 663 rebonds (9,3 rebonds par match). Choisi pour participer à trois NBA All-Star Game, Lovellette remporta trois titres avec Minneapolis (1954) et Boston (1963 et 1964).
Il a été introduit au Basketball Hall of Fame en 1988.
Il réside actuellement dans la petite ville de Munising, Michigan. Il fut entraîneur adjoint dans l'équipe de Varsity et ainsi qu'au conseil municipal.

## Palmarès
- 3× NBA champion (1954, 1963, 1964)
- 4× NBA All-Star (1956–1957, 1960–1961)
- All-NBA Second Team (1956)
- NCAA champion (1952)
- NCAA Final Four MOP (1952)
- Helms Foundation Player of the Year (1952)
- NCAA Division I scoring leader (1952)
- 2× Consensus first-team All-American (1951, 1952)
- Third-team All-American – AP (1950)